# 2017年10月加州北部山火
|  |

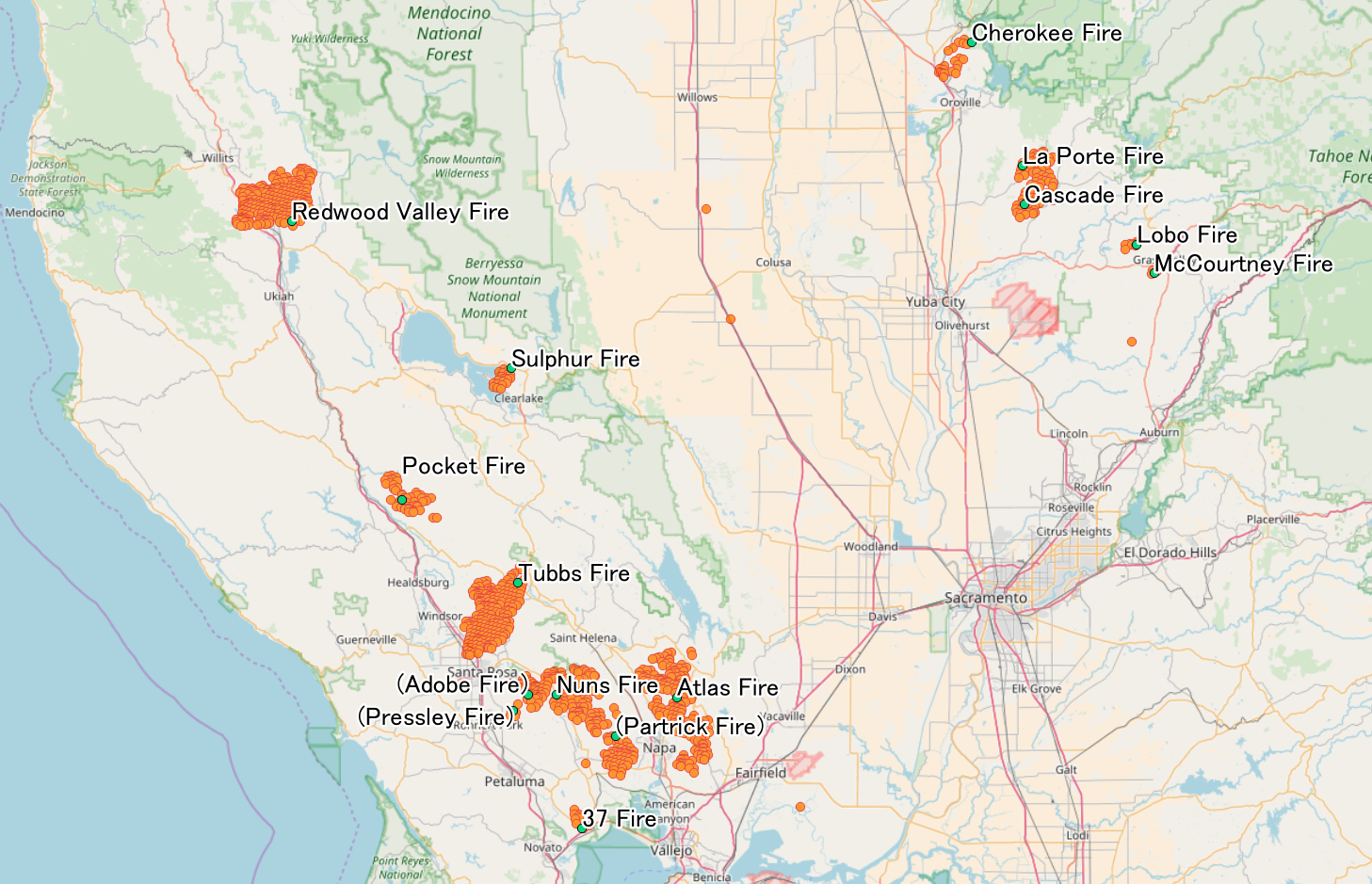
2017年10月7日至14日的山火情況

2017年10月北加州山火是在美國加利福尼亚州發生的一系列总共250场的山火，始于2017年10月初。其中的21场山火扩大形成了主要的火灾，燃烧总面积达到245,000英畝（99,148公頃）。由於極端天氣情況，山火的規模在產生後不久就迅速擴大到纳帕县、萊克縣、索诺马县、门多西诺县、比尤特县和索拉诺县，使北加州的大部分地区都发出了红旗警告。当时的报道中分别共有17场山火；其中的塔布斯山火最后发展成加州历史上破坏力最大的山火；阿特拉斯山火，南斯山火（Nuns Fire）以及其他的山火也造成了较为严重的破坏。2017年10月的这一系列山火是记录中造成经济损失最大的山火，至少造成94亿美元的直接经济损失，超过了1991年的奥克兰山火。另外，此次北加州山火对美国经济造成的伤害预计可达850亿美元。
由於当时極端的天氣情況，在10月8日和9日燃起后，僅用1天的時間，山火的影響範圍即從1,000英畝（400公頃）蔓延至20,000英畝（8,100公頃）。截至10月14日，山火影響了210,000英畝（85,000公頃）的面積，迫使9万人紧急疏散。北加州的这次山火至少造成了44人丧命，185人入院治疗。山火發生的2017年10月8日那周成為加州歷史上因山火死亡人數最多的一周，也使其成为了自从1918年的克洛凯大火以来造成死亡人数最多的山火。山火一共摧毀了估計約8900座建築物。
火灾发生的地点正处于葡萄酒之乡的核心地带，大火破坏了许多当地著名的葡萄园。一些被视为旅游景区的葡萄园被毁于一旦，历史建筑也被烧毁。即使是没有被火直接烧毁的葡萄园，尚未收获的葡萄也受到烟尘污染而无法使用。

## 外部連結
- Interactive map of fires（页面存档备份，存于） (San Francisco Chronicle)